# Олімпіу Моруцан
Олімпіу Васіле Моруцан (рум. Olimpiu Vasile Moruțan, нар. 25 квітня 1999, Клуж-Напока) — румунський футболіст, півзахисник клубу «Аріс» (Салоніки) та національної збірної Румунії. 

## Клубна кар'єра
Розпочав грати у футбол в клубі «Університатя» з рідного міста Клуж-Напока, у якому зіграв у 15 матчах Ліги І у сезоні 2015/16.
Моруцан приєднався до «Ботошані» в серпні 2016 року, і дебютував за новий клуб у Лізі І 15 жовтня в матчі проти «Пандурія».
На початку квітня 2017 року, повідомлялося, що «Стяуа» і ПСВ були зацікавлені у придбанні 17-річного півзахисника в літнє трансферне вікно, а італійська «Аталанта» також запропонувала €750,000 за гравця, але ця пропозиція була відкинута його клубом.

## Збірна
13 червня 2017 року у віці 18 років Моруцан дебютував за молодіжну збірну Румунії в матчі відбору на молодіжне Євро-2019 проти збірної Ліхтенштейну (2:0).
| Дата       | Місто       | Господарі   | Результат | Гості    | Турнір            | Голи | Примітки |
| ---------- | ----------- | ----------- | --------- | -------- | ----------------- | ---- | -------- |
| 11-10-2021 | Бухарест    | Румунія     | 1 – 0     | Вірменія | Відбір до ЧС 2022 | -    | 62'      |
| 11-11-2021 | Бухарест    | Румунія     | 0 – 0     | Ісландія | Відбір до ЧС 2022 | -    | 67'      |
| 14-11-2021 | Вадуц       | Ліхтенштейн | 0 – 2     | Румунія  | Відбір до ЧС 2022 | -    | 73'      |
| 17-11-2022 | Клуж-Напока | Румунія     | 1 – 2     | Словенія | товариський матч  | -    | 46'      |
| 20-11-2022 | Кишинів     | Молдова     | 0 – 5     | Румунія  | товариський матч  | 1    | 61'      |
| Усього     |             | Матчів      | 5         |          | Голів             | 1    |          |

## Титули і досягнення
- Володар Кубка Румунії (1):

«Стяуа»: 2019–20